# 34e législature du Canada

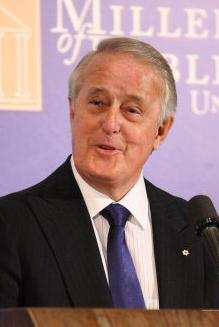
Brian Mulroney est Premier ministre durant la majeure partie de la, avant d'être remplacé par Kim Campbell.

La 34e législature du Canada siège du 12 décembre 1988 au 8 septembre 1993 à la suite des élections du 21 novembre 1988. Sa composition est légèrement modifiée en raison de démissions et d'élections partielles jusqu'à sa dissolution survenue juste avant les élections du 25 octobre 1993.  
Elle est dominée par le Parti progressiste-conservateur du Canada, d'abord sous le Premier ministre Brian Mulroney, puis par Kim Campbell. Le Parti libéral du Canada forme l'opposition officielle, dirigée par John Turner, puis par Jean Chrétien. Le président de la Chambre est John Allen Fraser.

## Liste des députés

### Alberta
|  | Nom                      | Parti                                 | Circonscription      |
|  | ------------------------ | ------------------------------------- | -------------------- |
|  | Jack Shields             | Progressiste-conservateur             | Athabasca            |
|  | John Dahmer (1988)       | Progressiste-conservateur             | Beaver River         |
|  | Deborah Grey (1988-1993) | Réformiste                            | Beaver River         |
|  | Harvie Andre             | Progressiste-conservateur             | Calgary-Centre       |
|  | Al Johnson               | Progressiste-conservateur             | Calgary-Nord         |
|  | Alex Kindy               | Progressiste-conservateur (1988-1993) | Calgary-Nord-Est     |
|  | Alex Kindy               | Indépendant (1993)                    | Calgary-Nord-Est     |
|  | Jim Hawkes               | Progressiste-conservateur             | Calgary-Ouest        |
|  | Lee Richardson           | Progressiste-conservateur             | Calgary-Sud-Est      |
|  | Bobbie Sparrow           | Progressiste-conservateur             | Calgary-Sud-Ouest    |
|  | Arnold Malone            | Progressiste-conservateur             | Crowfoot             |
|  | Ross Harvey              | NPD                                   | Edmonton-Est         |
|  | Steve Paproski           | Progressiste-conservateur             | Edmonton-Nord        |
|  | Murray Dorin             | Progressiste-conservateur             | Edmonton-Nord-Ouest  |
|  | David Kilgour            | Progressiste-conservateur (1988-1990) | Edmonton-Sud-Est     |
|  | David Kilgour            | Indépendant (1990-1991)               | Edmonton-Sud-Est     |
|  | David Kilgour            | Libéral (1991-1993)                   | Edmonton-Sud-Est     |
|  | Jim Edwards              | Progressiste-conservateur             | Edmonton-Sud-Ouest   |
|  | Scott Thorkelson         | Progressiste-conservateur             | Edmonton—Strathcona  |
|  | Brian O'Kurley           | Progressiste-conservateur             | Elk Island           |
|  | Blaine Thacker           | Progressiste-conservateur             | Lethbridge—Foothills |
|  | Kenneth Gardner Hughes   | Progressiste-conservateur             | Macleod              |
|  | Robert Harold Porter     | Progressiste-conservateur             | Medicine Hat         |
|  | Albert Cooper            | Progressiste-conservateur             | Peace River          |
|  | Douglas Fee              | Progressiste-conservateur             | Red Deer             |
|  | Walter van de Walle      | Progressiste-conservateur             | St. Albert           |
|  | Don Mazankowski          | Progressiste-conservateur             | Vegreville           |
|  | Willie Littlechild       | Progressiste-conservateur             | Wetaskiwin           |
|  | Louise Feltham           | Progressiste-conservateur             | Wild Rose            |
|  | Joe Clark                | Progressiste-conservateur             | Yellowhead           |

### Colombie-Britannique
|  | Nom                   | Parti                     | Circonscription              |
|  | --------------------- | ------------------------- | ---------------------------- |
|  | Svend Robinson        | NPD                       | Burnaby—Kingsway             |
|  | Mary Collins          | Progressiste-conservateur | Capilano—Howe Sound          |
|  | Dave Worthy           | Progressiste-conservateur | Cariboo—Chilcotin            |
|  | Robert Skelly         | NPD                       | Comox—Alberni                |
|  | Stan Wilbee           | Progressiste-conservateur | Delta                        |
|  | Dave Barrett          | NPD                       | Esquimalt—Juan de Fuca       |
|  | Ross Belscher         | Progressiste-conservateur | Fraser Valley East           |
|  | Robert Wenman         | Progressiste-conservateur | Fraser Valley-Ouest          |
|  | Nelson Riis           | NPD                       | Kamloops                     |
|  | Sidney Parker         | NPD                       | Kootenay-Est                 |
|  | Lyle Kristiansen      | NPD                       | Kootenay-Ouest—Revelstoke    |
|  | Joy Langan            | NPD                       | Mission—Coquitlam            |
|  | David Stupich         | NPD                       | Nanaimo—Cowichan             |
|  | Dawn Black            | NPD                       | New Westminster—Burnaby      |
|  | Raymond Skelly        | NPD                       | North Island—Powell River    |
|  | Chuck Cook            | Progressiste-conservateur | North Vancouver              |
|  | Al Horning            | Progressiste-conservateur | Okanagan-Centre              |
|  | Lyle MacWilliam       | NPD                       | Okanagan—Shuswap             |
|  | Jack Whittaker        | NPD                       | Okanagan—Similkameen—Merritt |
|  | Ian Waddell           | NPD                       | Port Moody—Coquitlam         |
|  | Biran Gardiner        | NPD                       | Prince George—Bulkley Valley |
|  | Frank Oberle          | Progressiste-conservateur | Prince George—Peace River    |
|  | Tom Siddon            | Progressiste-conservateur | Richmond                     |
|  | Lynn Hunter           | NPD                       | Saanich—Gulf Islands         |
|  | James Fulton          | NPD                       | Skeena                       |
|  | Jim Karpoff           | NPD                       | Surrey-Nord                  |
|  | Benno Friesen         | Progressiste-conservateur | Surrey—White Rock—Delta-Nord |
|  | Kim Campbell          | Progressiste-conservateur | Vancouver-Centre             |
|  | Margaret Ann Mitchell | NPD                       | Vancouver-Est                |
|  | John Turner           | Libéral                   | Vancouver Quadra             |
|  | John Fraser           | Progressiste-conservateur | Vancouver-Sud                |
|  | John Brewin           | NPD                       | Victoria                     |

### Île-du-Prince-Édouard
|  | Nom                | Parti   | Circonscription |
|  | ------------------ | ------- | --------------- |
|  | Lawrence MacAulay  | Libéral | Cardigan        |
|  | George Proud       | Libéral | Hillsborough    |
|  | Joe McGuire        | Libéral | Egmont          |
|  | Catherine Callbeck | Libéral | Malpeque        |

### Manitoba
|  | Nom            | Parti                     | Circonscription      |
|  | -------------- | ------------------------- | -------------------- |
|  | Lee Clark      | Progressiste-conservateur | Brandon—Souris       |
|  | Rodney Murphy  | NPD                       | Churchill            |
|  | Brian White    | Progressiste-conservateur | Dauphin—Swan River   |
|  | Charles Mayer  | Progressiste-conservateur | Lisgar—Marquette     |
|  | Felix Holtmann | Progressiste-conservateur | Portage—Interlake    |
|  | Jake Epp       | Progressiste-conservateur | Provencher           |
|  | David Bjornson | Progressiste-conservateur | Selkirk—Red River    |
|  | Ronald Duhamel | Libéral                   | Saint-Boniface       |
|  | David Walker   | Libéral                   | Winnipeg-Centre-Nord |
|  | Lloyd Axworthy | Libéral                   | Winnipeg-Centre-Sud  |
|  | Rey Pagtakhan  | Libéral                   | Winnipeg-Nord        |
|  | Dorothy Dobbie | Progressiste-conservateur | Winnipeg-Sud         |
|  | John Harvard   | Libéral                   | Winnipeg—St. James   |
|  | Bill Blaikie   | NPD                       | Winnipeg—Transcona   |

### Nouveau-Brunswick
|  | Nom                           | Parti                     | Circonscription    |
|  | ----------------------------- | ------------------------- | ------------------ |
|  | Fernand Robichaud (1988-1990) | Libéral                   | Beauséjour         |
|  | Jean Chrétien (1990-1993)     | Libéral                   | Beauséjour         |
|  | Gregory Francis Thompson      | Progressiste-conservateur | Carleton—Charlotte |
|  | Bud Bird                      | Progressiste-conservateur | Fredericton        |
|  | Robert Corbett                | Progressiste-conservateur | Fundy—Royal        |
|  | Doug Young                    | Libéral                   | Gloucester         |
|  | Bernard Valcourt              | Progressiste-conservateur | Madawaska—Victoria |
|  | Maurice Dionne                | Libéral                   | Miramichi          |
|  | George Saunders Rideout       | Libéral                   | Moncton            |
|  | Guy Arseneault                | Libéral                   | Restigouche        |
|  | Gerald Merrithew              | Progressiste-conservateur | Saint John         |

### Nouvelle-Écosse
|  | Nom                  | Parti                                 | Circonscription             |
|  | -------------------- | ------------------------------------- | --------------------------- |
|  | Pat Nowlan           | Progressiste-conservateur (1988-1990) | Annapolis Valley—Hants      |
|  | Pat Nowlan           | Indépendant (1990-1993)               | Annapolis Valley—Hants      |
|  | Francis LeBlanc      | Libéral                               | Cape Breton Highlands—Canso |
|  | David Dingwall       | Libéral                               | Cap-Breton—Richmond-Est     |
|  | Russell MacLellan    | Libéral                               | Cap-Breton—The Sydneys      |
|  | Elmer MacKay         | Progressiste-conservateur             | Central Nova                |
|  | Bill Casey           | Progressiste-conservateur             | Cumberland—Colchester       |
|  | Ron MacDonald        | Libéral                               | Dartmouth                   |
|  | Mary Clancy          | Libéral                               | Halifax                     |
|  | Howard Edward Crosby | Progressiste-conservateur             | Halifax—Ouest               |
|  | Peter McCreath       | Progressiste-conservateur             | South Shore                 |
|  | Coline Campbell      | Libéral                               | South West Nova             |

### Ontario
|  | Nom                         | Parti                     | Circonscription                        |
|  | --------------------------- | ------------------------- | -------------------------------------- |
|  | Maurice Foster              | Libéral                   | Algoma                                 |
|  | Neil Young                  | NPD                       | Beaches—Woodbine                       |
|  | John McDermid               | Progressiste-conservateur | Brampton                               |
|  | Harry Chadwick              | Progressiste-conservateur | Brampton—Malton                        |
|  | Derek Blackburn             | NPD                       | Brant                                  |
|  | Dennis Mills                | Libéral                   | Broadview—Greenwood                    |
|  | Gus Mitges                  | Progressiste-conservateur | Bruce—Grey                             |
|  | Bill Kempling               | Progressiste-conservateur | Burlington                             |
|  | Pat Sobeski                 | Progressiste-conservateur | Cambridge                              |
|  | Eugène Bellemare            | Libéral                   | Carleton—Gloucester                    |
|  | Réginald Bélair             | Libéral                   | Cochrane—Superior                      |
|  | Charles Caccia              | Libéral                   | Davenport                              |
|  | Alan Redway                 | Progressiste-conservateur | Don Valley-Est                         |
|  | Barbara Greene              | Progressiste-conservateur | Don Valley-Nord                        |
|  | John Bosley                 | Progressiste-conservateur | Don Valley-Ouest                       |
|  | Ken Stevenson               | Progressiste-conservateur | Durham                                 |
|  | Joe Volpe                   | Libéral                   | Eglinton—Lawrence                      |
|  | Ken Monteith                | Progressiste-conservateur | Elgin                                  |
|  | Girve Fretz                 | Progressiste-conservateur | Erie                                   |
|  | Jerry Pickard               | Libéral                   | Essex—Kent                             |
|  | Steven Langdon              | NPD                       | Essex—Windsor                          |
|  | Michael Wilson              | Progressiste-conservateur | Etobicoke-Centre                       |
|  | Roy MacLaren                | Libéral                   | Etobicoke-Nord                         |
|  | Patrick Boyer               | Progressiste-conservateur | Etobicoke—Lakeshore                    |
|  | Don Boudria                 | Libéral                   | Glengarry—Prescott—Russell             |
|  | William Winegard            | Progressiste-conservateur | Guelph—Wellington                      |
|  | Bob Speller                 | Libéral                   | Haldimand—Norfolk                      |
|  | Garth Turner                | Progressiste-conservateur | Halton—Peel                            |
|  | Sheila Copps                | Libéral                   | Hamilton-Est                           |
|  | Beth Phinney                | Libéral                   | Hamilton Mountain                      |
|  | Stan Keyes                  | Libéral                   | Hamilton-Ouest                         |
|  | Geoffrey Scott              | Progressiste-conservateur | Hamilton—Wentworth                     |
|  | William Vankoughnet         | Progressiste-conservateur | Hastings—Frontenac—Lennox et Addington |
|  | Murray Cardiff              | Progressiste-conservateur | Huron—Bruce                            |
|  | John Parry                  | Libéral                   | Kenora—Rainy River                     |
|  | Rex Crawford                | Libéral                   | Kent                                   |
|  | Peter Milliken              | Libéral                   | Kingston et les Îles                   |
|  | John Reimer                 | Progressiste-conservateur | Kitchener                              |
|  | Ralph Ferguson              | Libéral                   | Lambton—Middlesex                      |
|  | Paul Dick                   | Progressiste-conservateur | Lanark—Carleton                        |
|  | Jim Jordan                  | Libéral                   | Leeds—Grenville                        |
|  | Shirley Martin              | Progressiste-conservateur | Lincoln                                |
|  | Joe Fontana                 | Libéral                   | London-Est                             |
|  | Thomas Hockin]              | Progressiste-conservateur | London-Ouest                           |
|  | Terry Clifford              | Progressiste-conservateur | London—Middlesex                       |
|  | Bill Attewell               | Progressiste-conservateur | Markham                                |
|  | Albina Guarnieri            | Libéral                   | Mississauga-Est                        |
|  | Robert Horner               | Progressiste-conservateur | Mississauga-Ouest                      |
|  | Donald Blenkarn             | Progressiste-conservateur | Mississauga-Sud                        |
|  | Beryl Gaffney               | Libéral                   | Nepean                                 |
|  | Rob Nicholson               | Progressiste-conservateur | Niagara Falls                          |
|  | John Rodriguez              | NPD                       | Nickel Belt                            |
|  | Bob Wood                    | Libéral                   | Nipissing                              |
|  | Christine Stewart           | Libéral                   | Northumberland                         |
|  | Otto Jelinek                | Progressiste-conservateur | Oakville—Milton                        |
|  | René Soetens                | Progressiste-conservateur | Ontario                                |
|  | Ed Broadbent (1988-1990)    | NPD                       | Oshawa                                 |
|  | Michael Breaugh (1990-1993) | NPD                       | Oshawa                                 |
|  | Mac Harb                    | Libéral                   | Ottawa-Centre                          |
|  | Marlene Catterall           | Libéral                   | Ottawa-Ouest                           |
|  | John Manley                 | Libéral                   | Ottawa-Sud                             |
|  | Jean-Robert Gauthier        | Libéral                   | Ottawa—Vanier                          |
|  | Bruce Halliday              | Progressiste-conservateur | Oxford                                 |
|  | Jesse Flis                  | Libéral                   | Parkdale—High Park                     |
|  | Stan Darling                | Progressiste-conservateur | Parry Sound—Muskoka                    |
|  | A. H. Brightwell            | Progressiste-conservateur | Perth—Wellington—Waterloo              |
|  | Bill Domm                   | Progressiste-conservateur | Peterborough                           |
|  | Lyle Vanclief               | Libéral                   | Prince Edward—Hastings                 |
|  | Len Hopkins                 | Libéral                   | Renfrew                                |
|  | David MacDonald             | Progressiste-conservateur | Rosedale                               |
|  | Kenneth James               | Progressiste-conservateur | Sarnia—Lambton                         |
|  | Steve Butland               | NPD                       | Sault Ste. Marie                       |
|  | Jim Karygiannis             | Libéral                   | Scarborough—Agincourt                  |
|  | Pauline Browes              | Progressiste-conservateur | Scarborough-Centre                     |
|  | Robert Hicks                | Progressiste-conservateur | Scarborough-Est                        |
|  | Tom Wappel                  | Libéral                   | Scarborough-Ouest                      |
|  | Derek Lee                   | Libéral                   | Scarborough—Rouge River                |
|  | Edna Anderson               | Progressiste-conservateur | Simcoe-Centre                          |
|  | Doug Lewis                  | Progressiste-conservateur | Simcoe-Nord                            |
|  | Ken Atkinson                | Progressiste-conservateur | St. Catharines                         |
|  | Barbara McDougall           | Progressiste-conservateur | St. Paul's                             |
|  | Bob Kilger                  | Libéral                   | Stormont—Dundas                        |
|  | Diane Marleau               | Libéral                   | Sudbury                                |
|  | Iain Angus                  | NPD                       | Thunder Bay—Atikokan                   |
|  | Joe Comuzzi                 | Libéral                   | Thunder Bay—Nipigon                    |
|  | John MacDougall             | Progressiste-conservateur | Timiskaming                            |
|  | Cid Samson                  | Progressiste-conservateur | Timmins—Chapleau                       |
|  | Dan Heap                    | NPD                       | Trinity—Spadina                        |
|  | William Scott               | Progressiste-conservateur | Victoria—Haliburton                    |
|  | Walter Maclean              | Progressiste-conservateur | Waterloo                               |
|  | Gilbert Parent              | Libéral                   | Welland—St. Catharines—Thorold         |
|  | Perrin Beatty               | Progressiste-conservateur | Wellington—Grey—Dufferin—Simcoe        |
|  | Jim Peterson                | Libéral                   | Willowdale                             |
|  | Herb Gray                   | Libéral                   | Windsor-Ouest                          |
|  | Howard McCurdy              | Libéral                   | Windsor—Lake St. Clair                 |
|  | Bob Kaplan                  | Libéral                   | York-Centre                            |
|  | Maurizio Bevilacqua         | Libéral                   | York-Nord                              |
|  | Sergio Marchi               | Libéral                   | York-Ouest                             |
|  | John Cole                   | Progressiste-conservateur | York—Simcoe                            |
|  | John Nunziata               | Libéral                   | York-Sud—Weston                        |

### Québec
|  | Nom                              | Parti                                 | Circonscription                  |
|  | -------------------------------- | ------------------------------------- | -------------------------------- |
|  | Guy Saint-Julien                 | Progressiste-conservateur             | Abitibi                          |
|  | Nicole Roy-Arcelin               | Progressiste-conservateur             | Ahuntsic                         |
|  | Jean Corbeil                     | Progressiste-conservateur             | Anjou—Rivière-des-Prairies       |
|  | Lise Bourgault                   | Progressiste-conservateur             | Argenteuil—Papineau              |
|  | Gilles Bernier                   | Progressiste-conservateur (1988-1993) | Beauce                           |
|  | Gilles Bernier                   | Indépendant (1993)                    | Beauce                           |
|  | Jean-Guy Hudon                   | Progressiste-conservateur             | Beauharnois—Salaberry            |
|  | Pierre Blais                     | Progressiste-conservateur             | Bellechasse                      |
|  | Robert de Cotret                 | Progressiste-conservateur             | Berthier—Montcalm                |
|  | Monique Landry                   | Progressiste-conservateur             | Blainville—Deux-Montagnes        |
|  | Darryl Gray                      | Progressiste-conservateur             | Bonaventure—Îles-de-la-Madeleine |
|  | Marie Gibeau                     | Progressiste-conservateur             | Bourassa                         |
|  | Gabrielle Bertrand               | Progressiste-conservateur             | Brome—Missisquoi                 |
|  | Richard Grisé (1988-1989)        | Progressiste-conservateur (1988-1989) | Chambly                          |
|  | Richard Grisé (1988-1989)        | Indépendant (1989-1989)               | Chambly                          |
|  | Phil Edmonston (1990-1993)       | NPD                                   | Chambly                          |
|  | Michel Champagne                 | Progressiste-conservateur             | Champlain                        |
|  | Monique Tardif                   | Progressiste-conservateur             | Charlesbourg                     |
|  | Brian Mulroney                   | Progressiste-conservateur             | Charlevoix                       |
|  | Ricardo López                    | Progressiste-conservateur             | Châteauguay                      |
|  | André Harvey                     | Progressiste-conservateur             | Chicoutimi                       |
|  | Jean-Guy Guilbault               | Progressiste-conservateur             | Drummond                         |
|  | Vincent Della Noce               | Progressiste-conservateur             | Duvernay                         |
|  | Marcel Masse                     | Progressiste-conservateur             | Frontenac                        |
|  | Charles-Eugène Marin             | Progressiste-conservateur             | Gaspé                            |
|  | Mark Assad                       | Libéral                               | Gatineau—La Lièvre               |
|  | Allan Koury                      | Progressiste-conservateur             | Hochelaga-Maisonneuve            |
|  | Gilles Rocheleau                 | Libéral (1988-1990)                   | Hull—Aylmer                      |
|  | Gilles Rocheleau                 | Indépendant (1990-1990)               | Hull—Aylmer                      |
|  | Gilles Rocheleau                 | Bloc québécois (1990-1993)            | Hull—Aylmer                      |
|  | Gaby Larrivée                    | Progressiste-conservateur             | Joliette                         |
|  | Jean-Pierre Blackburn            | Progressiste-conservateur             | Jonquière                        |
|  | André Plourde                    | Progressiste-conservateur             | Kamouraska—Rivière-du-Loup       |
|  | Fernand Jourdenais               | Progressiste-conservateur             | La Prairie                       |
|  | Lucien Bouchard                  | Progressiste-conservateur (1988-1990) | Lac-Saint-Jean                   |
|  | Lucien Bouchard                  | Indépendant (1990-1990)               | Lac-Saint-Jean                   |
|  | Lucien Bouchard                  | Bloc québécois (1990-1993)            | Lac-Saint-Jean                   |
|  | Robert Layton                    | Progressiste-conservateur             | Lachine—Lac-Saint-Louis          |
|  | Paul Martin                      | Libéral                               | LaSalle—Émard                    |
|  | Jacques Vien                     | Progressiste-conservateur             | Laurentides                      |
|  | Jean-Claude Malépart (1988-1989) | Libéral                               | Laurier—Sainte-Marie             |
|  | Gilles Duceppe (1990-1993)       | Indépendant (1990-1990)               | Laurier—Sainte-Marie             |
|  | Gilles Duceppe (1990-1993)       | Bloc québécois (1990-1993)            | Laurier—Sainte-Marie             |
|  | Guy Ricard                       | Progressiste-conservateur             | Laval                            |
|  | Jacques Tétreault                | Progressiste-conservateur             | Laval-des-Rapides                |
|  | Gabriel Fontaine                 | Progressiste-conservateur             | Lévis                            |
|  | Gilles Loiselle                  | Progressiste-conservateur             | Langelier                        |
|  | Nic Leblanc                      | Progressiste-conservateur (1988-1990) | Longueuil                        |
|  | Nic Leblanc                      | Indépendant (1990-1990)               | Longueuil                        |
|  | Nic Leblanc                      | Bloc québécois (1990-1993)            | Longueuil                        |
|  | Maurice Tremblay                 | Progressiste-conservateur             | Lotbinère                        |
|  | Suzanne Fortin-Duplessis         | Progressiste-conservateur             | Louis-Hébert                     |
|  | Charles Langlois                 | Progressiste-conservateur             | Manicouagan                      |
|  | Jean-Luc Joncas                  | Progressiste-conservateur             | Matapédia—Matane                 |
|  | François Gérin                   | Progressiste-conservateur (1988-1990) | Mégantic—Compton—Stanstead       |
|  | François Gérin                   | Indépendant (1990-1991)               | Mégantic—Compton—Stanstead       |
|  | François Gérin                   | Bloc québécois (1991-1993)            | Mégantic—Compton—Stanstead       |
|  | Carole Jacques                   | Progressiste-conservateur             | Montréal—Mercier                 |
|  | Charles Deblois                  | Progressiste-conservateur             | Montmorency—Orléans              |
|  | Sheila Finestone                 | Libéral                               | Mont-Royal                       |
|  | Warren Allmand                   | Libéral                               | Notre-Dame-de-Grâce              |
|  | Jean-Pierre Hogue                | Progressiste-conservateur             | Outremont                        |
|  | André Ouellet                    | Libéral                               | Papineau—Saint-Michel            |
|  | Gerry Weiner                     | Progressiste-conservateur             | Pierrefonds—Dollard              |
|  | Barry Moore                      | Progressiste-conservateur             | Pontiac—Gatineau—Labelle         |
|  | Marc Ferland                     | Progressiste-conservateur             | Portneuf                         |
|  | Marcel R. Tremblay               | Progressiste-conservateur             | Québec-Est                       |
|  | Louis Plamondon                  | Progressiste-conservateur (1988-1990) | Richelieu                        |
|  | Louis Plamondon                  | Indépendant (1990-1990)               | Richelieu                        |
|  | Louis Plamondon                  | Bloc québécois (1990-1993)            | Richelieu                        |
|  | Yvon Côté                        | Progressiste-conservateur             | Richmond—Wolfe                   |
|  | Monique Vézina                   | Progressiste-conservateur             | Rimouski—Témiscouata             |
|  | Benoît Bouchard                  | Progressiste-conservateur             | Roberval                         |
|  | Benoît Tremblay                  | Progressiste-conservateur (1988-1990) | Rosemont                         |
|  | Benoît Tremblay                  | Indépendant (1990-1990)               | Rosemont                         |
|  | Benoît Tremblay                  | Bloc québécois (1990-1993)            | Rosemont                         |
|  | Marcel Prud'homme                | Libéral                               | Saint-Denis                      |
|  | David Berger                     | Libéral                               | Saint-Henri—Westmount            |
|  | Pierrette Venne                  | Progressiste-conservateur (1988-1991) | Saint-Hubert                     |
|  | Pierrette Venne                  | Bloc québécois (1991-1993)            | Saint-Hubert                     |
|  | Andrée Champagne                 | Progressiste-conservateur             | Saint-Hyacinthe—Bagot            |
|  | Clément Couture                  | Progressiste-conservateur             | Saint-Jean                       |
|  | Shirley Maheu                    | Libéral                               | Saint-Laurent                    |
|  | Alfonso Gagliano                 | Libéral                               | Saint-Léonard                    |
|  | Denis Pronovost                  | Progressiste-conservateur (1988-1993) | Saint-Maurice                    |
|  | Denis Pronovost                  | Indépendant (1993-1993)               | Saint-Maurice                    |
|  | Jean Lapierre                    | Libéral (1988-1990)                   | Shefford                         |
|  | Jean Lapierre                    | Indépendant (1990-1990)               | Shefford                         |
|  | Jean Lapierre                    | Bloc québécois (1990-1993)            | Shefford                         |
|  | Jean Charest                     | Progressiste-conservateur             | Sherbrooke                       |
|  | Gabriel Desjardins               | Progressiste-conservateur             | Témiscamingue                    |
|  | Jean-Marc Robitaille             | Progressiste-conservateur             | Terrebonne                       |
|  | Pierre H. Vincent                | Progressiste-conservateur             | Trois-Rivières                   |
|  | Pierre H. Cadieux                | Progressiste-conservateur             | Vaudreuil                        |
|  | Marcel Danis                     | Progressiste-conservateur             | Verchères                        |
|  | Gilbert Chartrand                | Progressiste-conservateur (1988-1990) | Verdun—Saint-Paul                |
|  | Gilbert Chartrand                | Indépendant (1990-1990)               | Verdun—Saint-Paul                |
|  | Gilbert Chartrand                | Bloc québécois (1990-1993)            | Verdun—Saint-Paul                |

### Saskatchewan
| Circonscription                      | Circonscription | Nom               | Parti |
| ------------------------------------ | --------------- | ----------------- | ----- |
| Kindersley—Llyodminster              |                 | Bill McKnight     | PC    |
| Mackenzie                            |                 | Vic Althouse      | NPD   |
| Moose Jaw—Lake Centre                |                 | Rod Laporte       | NPD   |
| Prince Albert—Churchill River        |                 | Ray Funk          | NPD   |
| Regina—Lumsden                       |                 | Leslie Benjamin   | NPD   |
| Regina—Qu'Appelle                    |                 | Simon De Jong     | NPD   |
| Regina—Wascana                       |                 | Larry Schneider   | PC    |
| Saskatoon—Clark's Crossing           |                 | Chris Axworthy    | NPD   |
| Saskatoon—Dundurn                    |                 | Ron Fisher        | NPD   |
| Saskatoon—Humboldt                   |                 | Stanley Hovdebo   | NPD   |
| Souris—Moose Mountain                |                 | Leonard Gustafson | PC    |
| Swift Current—Maple Creek—Assiniboia |                 | Geoff Wilson      | PC    |
| The Battlefords—Meadow Lake          |                 | Len Taylor        | NPD   |
| Yorkton—Melville                     |                 | Lorne Nystrom     | NPD   |

### Terre-Neuve
| Circonscription              | Circonscription | Nom           | Parti |
| ---------------------------- | --------------- | ------------- | ----- |
| Bonavista—Trinity—Conception |                 | Fred Mifflin  | PLC   |
| Burin—St. George's           |                 | Roger Simmons | PLC   |
| Gander—Grand Falls           |                 | George Baker  | PLC   |
| Humber—St. Barbe—Baie Verte  |                 | Brian Tobin   | PLC   |
| Labrador                     |                 | Bill Rompkey  | PLC   |
| St. John's-Est               |                 | Ross Reid     | PC    |
| St. John's-Ouest             |                 | John Crosbie  | PC    |

### Territoires du Nord-Ouest
| Circonscription | Circonscription | Nom                  | Parti |
| --------------- | --------------- | -------------------- | ----- |
| Nunatsiaq       |                 | Jack Anawak          | PLC   |
| Western Arctic  |                 | Ethel Blondin-Andrew | PLC   |

### Yukon
| Circonscription | Circonscription | Nom               | Parti |
| --------------- | --------------- | ----------------- | ----- |
| Yukon           |                 | Audrey McLaughlin | NPD   |

## Source
- (en) Cet article est partiellement ou en totalité issu de l’article de Wikipédia en anglais intitulé « 34th Canadian Parliament » (voir la liste des auteurs).